# Archie Scott-Brown
William Archibald Scott Brown (13 de maig del 1927, Paisley, Renfrewshire, Escòcia - 19 de maig del 1958, Bèlgica) conegut com a Archie Scott-Brown va ser un pilot de curses automobilístiques britànic que va arribar a disputar curses de Fórmula 1.
Archie Scott-Brown morí en un accident pilotant un monoplaça al Circuit de Spa-Francorchamps prop de Heusy, Bèlgica.

## Carrera automobilísitca
Va debutar a la sisena cursa de la Temporada 1956 de Fórmula 1 (la setena temporada de la història) del campionat del món de la Fórmula 1, disputant el 14 de juliol el Gran Premi de Gran Bretanya del 1956 al Circuit de Silverstone. Archie Scott-Brown va participar en una única cursa puntuable pel campionat de la F1, havent de retirar-se i no aconseguint cap punt pel campionat.

## Resultats a la Fórmula 1
| Any  | Equip                 | Xassís    | Motor | 1   | 2   | 3   | 4   | 5   | 6       | 7   | 8   | Posició | Punts |
| ---- | --------------------- | --------- | ----- | --- | --- | --- | --- | --- | ------- | --- | --- | ------- | ----- |
| 1956 | Connaught Engineering | Connaught | Alta  | ARG | MON | 500 | BEL | FRA | GBR Ret | ALE | ITA | -       | 0     |

### Resum
| Curses: | Victòries: | Pòdiums: | Poles: | Voltes ràpides: | Punts: |
| ------- | ---------- | -------- | ------ | --------------- | ------ |
| 1       | 0          | 0        | 0      | 0               | 0      |